# 萝宾·塞尔比·史密斯
萝宾·塞尔比·史密斯（英語：Robyn Selby Smith，1980年11月26日—），澳大利亚女子赛艇运动员。她曾代表澳大利亚参加世界赛艇锦标赛，获得三枚金牌和一枚铜牌。她也曾参加2012年夏季奥林匹克运动会。